# Atentado de 4 de dezembro de 2009 em Rawalpindi
O Atentado de 4 de Dezembro de 2009 em Rawalpindi, Paquistão, foi um ataque terrorista numa mesquita durante as orações de sexta-feira em 4 de dezembro de 2009. A mesquita está localizada perto do quartel-general do Exército Paquistanês em Rawalpindi, está cercada de casas de militares e é frequentada por oficiais do exército em funções ou reformados.